# Třebín (Úštěk)
Třebín je malá vesnice, část města Úštěku v okrese Litoměřice. Nachází se asi 5,5 kilometru severozápadně od Úštěku. Třebín leží v katastrálním území Brusov o výměře 3,85 km².

## Historie
První písemná zmínka pochází z roku 1578.

## Obyvatelstvo
Při sčítání lidu v roce 1921 zde žilo 134 obyvatel (z toho 58 mužů), z nichž byl jeden Čechoslovák a 133 Němců. Všichni byli římskými katolíky. Podle sčítání lidu z roku 1930 měla vesnice 149 obyvatel: 148 Němců a jednoho cizince. Všichni se hlásili k římskokatolické církvi.
|           | 1869 | 1880 | 1890 | 1900 | 1910 | 1921 | 1930 | 1950 | 1961 | 1970 | 1980 | 1991 | 2001 | 2011 |
| --------- | ---- | ---- | ---- | ---- | ---- | ---- | ---- | ---- | ---- | ---- | ---- | ---- | ---- | ---- |
| Obyvatelé | 196  | 184  | 159  | 134  | 143  | 134  | 149  | 40   | 29   | 9    | 9    | 6    | 8    | 20   |
| Domy      | 37   | 37   | 36   | 34   | 34   | 33   | 31   | 16   | 7    | 2    | 3    | 6    | 7    | 14   |

## Pamětihodnosti
- Zvonička (vidlák) před domem če. 20
- Usedlost čp. 10